# Какальчен
Какальче́н (исп. Cacalchén) — посёлок в Мексике, штат Юкатан, входит в состав одноимённого муниципалитета и является его административным центром. Численность населения, по данным переписи 2010 года, составила 6787 человек.

## Общие сведения
Название Cacalchén с майяского языка можно перевести как колодец с двумя шахтами.
Поселение было основано в доиспанский период, но первое упоминание относится только к XVI веку, когда была основана церковь Святого Павла.